# Tröskflyet-Oxflöten
Tröskflyet-Oxflöten este o arie protejată (arie specială de conservare — SAC, sit de importanță comunitară — SCI, arie de protecție specială avifaunistică — SPA) din Suedia întinsă pe o suprafață de 5.899,2 ha, integral pe uscat.

## Localizare
Centrul sitului Tröskflyet-Oxflöten este situat la coordonatele 62°13′29″N 14°29′57″E / 62.2247°N 14.4992°E.

## Înființare
Situl Tröskflyet-Oxflöten a fost declarat sit de importanță comunitară în aprilie 2004 pentru a proteja 10 specii de animale. Alte tipuri de protecție:
- arie de protecție specială avifaunistică (în aprilie 2004)[2]
- arie specială de conservare (în martie 2011)[1][3][4]

## Biodiversitate
Situată în ecoregiunea boreală, aria protejată conține 7 habitate naturale: Taiga vestică, Pășuni din zone de pădure fino-scandinave, Lacuri și iazuri distrofice naturale, Turbării Aapa, Pajiști alpine și boreale, Mlaștini împădurite, Mlaștini turboase de tranziție și turbării mișcătoare.
La baza desemnării sitului se află mai multe specii protejate de  păsări (10): cocoșul de mesteacăn (Bonasa bonasia), lebădă de iarnă (Cygnus cygnus), cocor (Grus grus), notatița cu ciocul subțire (Phalaropus lobatus), bătăuș (Philomachus pugnax), ploier auriu (Pluvialis apricaria), corcodel-urechiat (Podiceps auritus), cocoșul de mesteacăn (Tetrao tetrix tetrix),  cocoș de munte (Tetrao urogallus), fluierar de mlaștină (Tringa glareola).